# جائزة البرتغال الكبرى للدراجات النارية 2005
جائزة البرتغال الكبرى للدراجات النارية 2005 هو سباق دراجات نارية أقيم بتاريخ 17 أبريل 2005 في حلبة إستوريل. كان الجولة الثانية من أصل 17 في سباق الجائزة الكبرى للدراجات النارية موسم 2005. فاز البرازيلي أليكس باروس بفئة الموتو جي بي بينما جاء الإيطالي فالنتينو روسي في المركز الثاني وحصل على المركز الثالث الإيطالي ماكس بياجي.

## وصلات خارجية
- الموقع الرسمي